# 福岡県道68号福岡太宰府線
福岡県道68号福岡太宰府線（ふくおかけんどう68ごう ふくおかだざいふせん）は、福岡県福岡市東区から太宰府市に至る県道（主要地方道）である。

## 概要
福岡市東区箱崎2丁目から太宰府市大字北谷に至る。
福岡市東区の東区役所に近い箱崎4丁目交差点を起点に、糟屋郡志免町・糟屋郡宇美町を縦貫し、太宰府市北東部の北谷地区で福岡県道35号筑紫野古賀線と合流して終点となる。起点から福岡県道550号浜新建堅粕線と交差する法務局入口交差点までの約750 mの区間は住宅地の中の狭隘な路地を通り、部分的に時間帯一方通行の区間がある。そのため、朝7時 - 9時までは起点から終点方向への通行ができない。法務局入口交差点から終点までの区間は全線片側1車線で、糟屋郡志免町・糟屋郡宇美町の中心市街地を通り、全線にわたり交通量が多い。
当路線を通り糟屋郡志免町・糟屋郡宇美町と福岡市を結ぶ西鉄バスが多数運行されている。
沿線に「龍」の字が店名につくラーメン店が集まっていることから、ドラゴンロードとも呼ばれる。

### 路線データ
- 起点：福岡県福岡市東区箱崎2丁目（箱崎4丁目交差点、国道3号交点）
- 終点：福岡県太宰府市大字北谷（只越交差点、福岡県道35号筑紫野古賀線交点）

## 歴史
- 1993年（平成5年）5月11日 - 建設省から、県道福岡太宰府線が福岡太宰府線として主要地方道に指定される[3]。

## 路線状況

### 通称
- ドラゴンロード[1][2]

### 道路施設

#### 橋梁
- 箱崎橋（宇美川、福岡市東区）
- 宇美橋（宇美川、糟屋郡宇美町）
- 子安橋（井野川、糟屋郡宇美町）
- 原田橋（井野川、糟屋郡宇美町）

## 地理

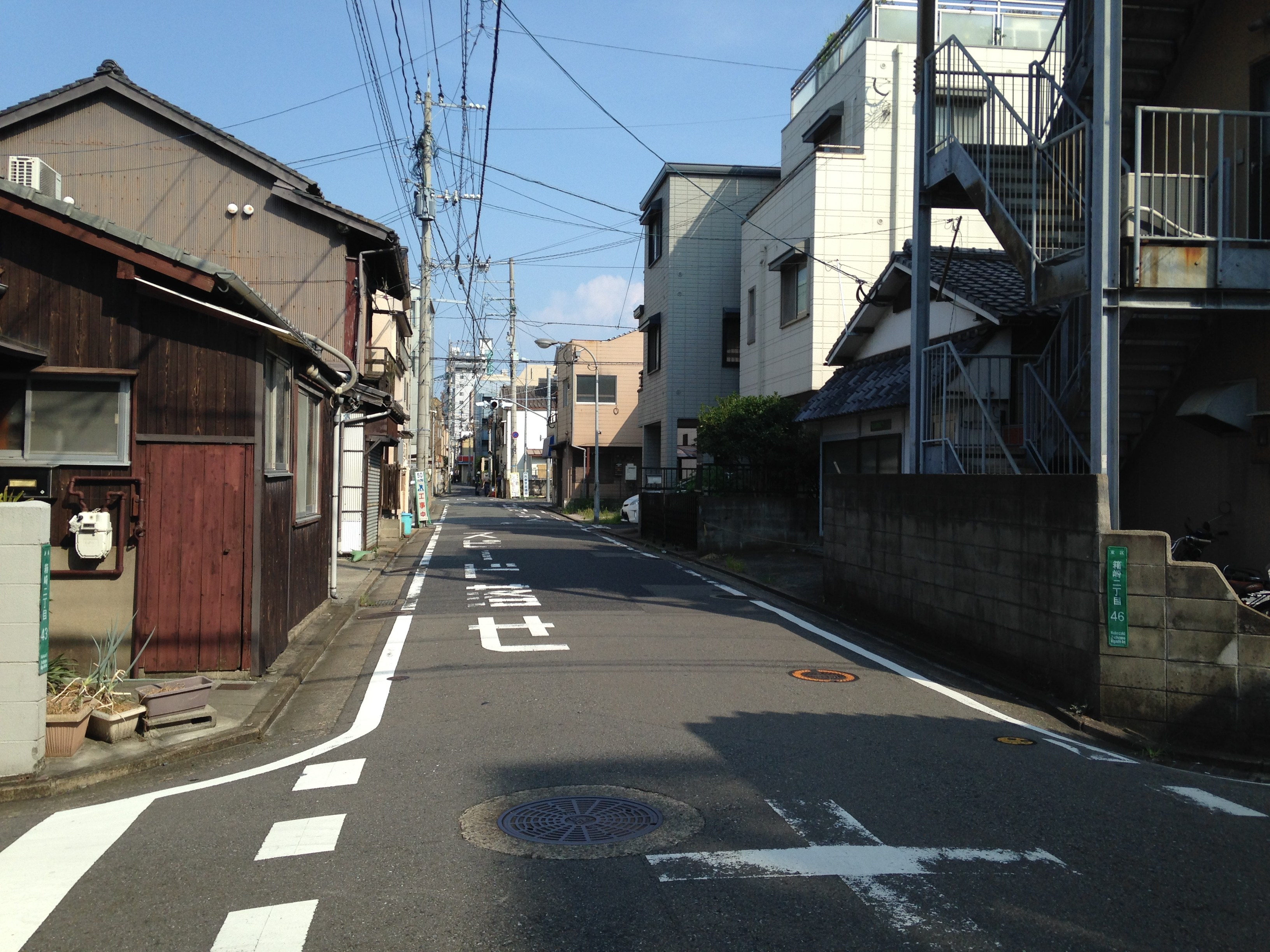
福岡市東区箱崎の起点付近

### 通過する自治体
- 福岡市（東区）
- 糟屋郡志免町
- 糟屋郡宇美町
- 太宰府市

### 交差する道路
| 交差する道路                        | 市町村名 | 市町村名 | 交差する場所  | 交差する場所           |
| ----------------------------------- | -------- | -------- | ------------- | ---------------------- |
| 国道3号                             | 福岡市   | 東区     | 箱崎2丁目     | 箱崎4丁目交差点 / 起点 |
| 福岡県道21号福岡直方線              | 福岡市   | 東区     | 箱崎1丁目     |                        |
| 福岡県道550号浜新建堅粕線           | 福岡市   | 東区     | 箱崎1丁目     | 法務局入口交差点       |
| 国道3号 / 博多バイパス              | 福岡市   | 東区     | 筥松新町      | 下臼井交差点           |
| 福岡県道607号福岡篠栗線             | 福岡市   | 東区     | 二又瀬        | 二又瀬交差点           |
| 福岡県道551号別府比恵線             | 糟屋郡   | 志免町   | 別府2丁目     | 五斗蔵交差点           |
| 福岡県道91号志免須恵線              | 糟屋郡   | 志免町   | 南里4丁目     | 仮谷交差点             |
| 福岡県道24号福岡東環状線 / バイパス | 糟屋郡   | 志免町   | 南里1丁目     | 新屋敷南交差点         |
| 福岡県道24号福岡東環状線 / 現道     | 糟屋郡   | 志免町   | 志免中央4丁目 | 大的交差点             |
| 福岡県道60号飯塚大野城線 / 旧道     | 糟屋郡   | 宇美町   | 宇美4丁目     | 宇美町役場入口交差点   |
| 福岡県道60号飯塚大野城線 / バイパス | 糟屋郡   | 宇美町   | 貴船1丁目     | 四王寺坂入口交差点     |
| 福岡県道35号筑紫野古賀線            | 太宰府市 | 太宰府市 | 大字北谷      | 只越交差点 / 終点      |

### 交差する鉄道
- 鹿児島本線
- 山陽新幹線
- 篠栗線

### 沿線
- 福岡高速1号香椎線（起点付近）
  - 105 箱崎出入口
  - 106 東浜出入口
- 福岡市東区役所
- 福岡県立図書館
- JR九州鹿児島本線 箱崎駅
- 福岡市立筥松小学校
- 上亀山駅跡公園
- 志免町立志免西小学校
- 南里郵便局
- 志免町役場
- 志免町町民図書館
- 志免町立志免中央小学校
- 志免町立志免東小学校
- 宇美八幡宮
- 宇美町役場
- 香椎線 宇美駅
- 宇美町立宇美中学校
- 宇美町立原田小学校
- 総合スポーツ公園